# ستامفورد (فيرمونت)
ستامفورد (بالإنجليزية: Stamford, Vermont)‏ هي بلدة تقع بولاية فيرمونت في الولايات المتحدة. تبلغ مساحتها 102.6 (كم²)، وترتفع عن سطح البحر 550 م، بلغ عدد سكانها 813 نسمة في عام 2000 حسب إحصاء مكتب تعداد الولايات المتحدة وتصل الكثافة السكانية فيها 7.9 نسمة/كم2.

## أعلام
- ألبرت ك. هوتون
- فرانك د. ستافورد

## وصلات خارجية
- The US50 - Cities and Towns in Vermont State
- Vermont Cities and Towns, Facts, Map, Flag, Colleges, Government, and More